# アウトストラーダ A4
アウトストラーダ A4(イタリア北部中央を横切る事からセレニッシマとも呼ばれる)は、パダーナ平原を東西に走るイタリアのアウトストラーダである。西端はトリノであり、ミラノ、ヴェネツィアを通り、システィアーナまでを繋ぐ。システィアーナからはRA13という道路番号に変わるがトリエステまで繋がっている。A1, A14に次いで3番目に距離の長いアウトストラーダである。

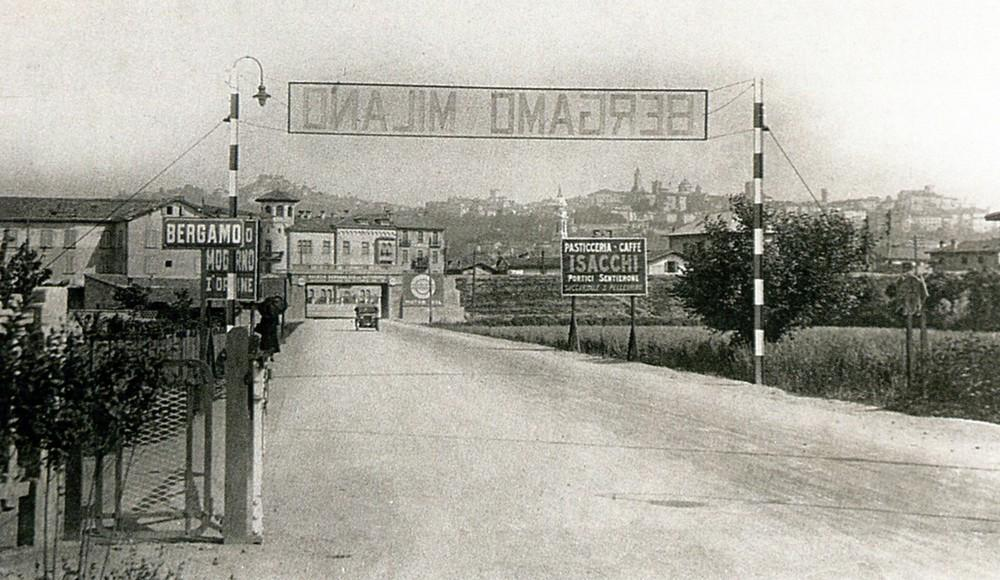
1928年のベルガモ入口

## 歴史
最初に完成した区間は、ミラノとベルガモの間であった。ベルガモ高速道路会社によって建設され、1927年9月22日に開通し、1931年にブレシアまで延長された。
トリノ-ミラノ区間は、イタリアで最も古いアウトストラーダでもある。この区間の建設は1930年4月に、トリノ-ミラノ高速道路有限会社により始められ、1932年10月に幅員8mの1車線道路として開通した。当時イタリア北部の主要都市、トリノ、ミラノ、ブレシア、パドヴァ、ヴェネツィア、トリエステ、フィウメ(現リエカ(クロアチア))を接続する１本の主要幹線が考えられていた。戦後に国境が変わり、現在の定義のアウトストラーダとしては、ドゥイーノ郊外旧トリエステ自由地域の境界までを終端としてプロジェクトが再開された。後に、交通量の増加に従い、1952年に道路幅員は10mに拡張され、50年代終わりには完全双方向道路化が構築された。1962年には交通の増加に対応して新たな車線が開通し、片側2車線となった。60年台の終わりには、3車線化する為に緊急車線が廃止されたが、通常より車線幅員が狭くされた。このことが、この道路を特に霧の日には非常に危険なものとしてしまい、80年代から拡張が検討されている。この道路に並行した高速鉄道の建設が決定されたことを契機として改善工事に着手した。2000年に承認された工事は 、2006年の第20回冬季オリンピックの開催前に、車線の拡張と非常駐車帯が設置されている区間への緊急車線の導入の全線の拡充が必要だった。トリノ-ノヴァーラ区間は2013年に完成し、2017年にノヴァーラ-ミラノ区間が完成した。
ブレシア-パドヴァ区間は1962年2月10日に開通した。
ヴェネツィア-パドヴァ区間は1933年10月15日に供用開始された、一方、ヴェネツィア-システィアーナ区間は1970年2月22日に完成した(パルマノーヴァ-モンファルコーネ区間は、A23のパルマノーヴァ-南ウーディネ区間と同時に1966年7月30日に開通、ラティザーナ-パルマノーヴァ区間は1967年6月25日、「ポルトグルアーロ-ラティザーナ区間は1968年5月8日、1970年2月22日に残りのメストレ-ポルトグルアーロ区間とモンファルコーネ-システィアーナ区間が開通、この後者の区間は1940年代に作られた道路を拡幅することで実現した)。
2009年2月8日に、メストレバイパスがA4のメストレ東西郊外部で接続されたことにより、このメストレバイパス側がA4とされ、メストレ市街を通る区間はA57に格下げされた。

## 現在
この道路は、距離単位の走行車両数でいえば、イタリアで最も交通量の多い道路であり、欧州全体としても交通量の多い道路のひとつである。
ミラノ-ブレシア区間では、1日の平均交通量は10万台であり、ピーク時は14万台である。このうちの多くの部分(4万台)が大型車両(バス、トラック)である。1999年から2007年5月までの事故指数(走行1億kmあたりの事故数)は全国平均が59から44であるのに対し、この道路では51から43.5である。
ヴェネツィア-トリエステ区間では、2008年のトラックの交通量が16%増加(約91.3万台)し、2004年から2008年の全体の交通量は105%の増加であった。
このアウトストラーダは、イベリア半島の端とバルカン諸国を接続する欧州コリドーの一部を形成するため、常にイタリアの道路網の最も重要な部分のひとつとみなされてきた。
およそ530kmのその延長は以下の複数の会社により管理されている:トリノ-アレッサンドリア-ピアチェンツァ高速道路会社(トリノ-ミラノ)、イタリア高速道路会社(ミラノ-ブレシア)、ブレシア-ヴェローナ-ヴィチェンツァ-パドヴァ高速道路会社(ブレシア-パドヴァ)、ヴェネチア高速道路公社(パドヴァ-ヴェネツィア)、アウトヴィエ・ヴェネテ(ヴェネツィア-トリエステ)。
イタリアの他の2つの主要なアウトストラーダであるA1、A14とは異なり、A4は複数の部分から成り立っている。ミラノの市街地により2つの部分に分割されており、それに対応する無料区間がある。
他の主要なアウトストラーダと多くの接続点を持っている。セッティモ・トリネーゼとサン・ドナ・ディ・ピアーヴェの区間は、3車線および緊急車線で構成されている(川の上を通過する数区間、及びマルカッロ-メーゼロとミラノ-ギソルファの区間とミラノ東部とベルガモの4車線区間を除く)。しかし、パルマノーヴァ-システィアーナ区間はまだ2車線であり、現在3車線化が進められている。ポルトグルアーロ-ラティザーナ間は工事中であり、サン・ドナ・ディ・ピアーヴェ-ポルトグルアーロ間とパルマノーヴァ-ヴィッレッセ間は計画中である。ヴィッレッセ-システィアーナ間は片側2車線として残っている。

### 各区間について

#### トリノ-ミラノ
この区間は、GavioグループのSATAPにより運営されており、延長125km(ピエモンテ州約100km, 残りはロンバルディア州)は平坦でほとんど直線である。トリノ-アッバディーア・ディ・ステュラ方面出口までは、片側2車線および緊急車線の構成である。そしてそこからマルカッロ-メーゼロ方面出口(ミラノ・マルペンサ空港に接続)までは片側3車線および緊急車線の構成となり、その先、ミラノ料金所までは片側4車線および緊急車線の構成である。
トリノで、A4の始点はトリノの中央まで続くコルソ・ジュリオ・チェザーレの終端とラウンドアバウトで接続する。このラウンドアバウトで、旧州道11号パダーナ・スペリオーレもまた東へ分岐する。
トリノ-アッバディーア・ディ・ステュラ方面出口からキヴァッソへの3カ所の出口を超えたロンディッソーネまでの区間は1993年から無料である。その年、居住地域中心部とトリノ-キヴァッソ接続路の交通量を減らすことを目的とした地方自治体との合意の後、料金所がセッティモ・トリネーゼからロンディッソーネに移設された。
A4の最初の1.8km、すなわち、トリノ-コルソ・ジュリオ・チェザーレからセッティモ・トリネーゼのA5方面へのジャンクションまでの間は、トリノ-アオスタを結ぶA5と共用している。始点から33kmのチグリアーノ出口は、道路ネットワーク再構築の間閉鎖されている。
この区間には、サンティア近郊にはA5(トリノ-アオスタ-モンテ・ビアンコを接続)とA26(ジェノヴァ・ヴォルトリ-グラヴェッローナ・トーチェを接続)への接続路とのジャンクション、ビアンドラーテ近郊にはA26とのジャンクション、ミラノ-ギゾルファ料金所近郊にはミラノ西部環状線とのジャンクションがある。マルペンサハイウェイからミラノ料金所の区間の4車線化工事は2017に完了した。トリノ-ミラノ区間はミラノ-チェルトーザ出入口の近くで終わる。
ミラノ西部環状線ジャンクション(ミラノ・ギソルファ料金所)とミラノ・チェルトーザ出入口の間約4kmの区間、ここはロ-ペロのエキジビジョンセンター地区の横を通る場所であり、交通量が非常に多い。
トリノ-ミラノ区間は、長期にわたる大規模な改修の対象である(その工事は2002年10月18日に始まっている)。高速鉄道の建設にあわせ、3車線および緊急車線の構成に拡幅する。この工事の総費用10.3億ユーロはすべてSIAS/Satapが負担し、その50%は欧州投資銀行から、残りの半分は、ウニクレディト、メディオバンカ、Centrobanca、SACEから融資を受けた(2021年4月時点で、総費用は13.24億ユーロに増加している)。工事は2014年末に完了の予定だったが、のちに2015年11月に繰り延べされた。2016年5月にSatapは2017年5月に全工事が完了すると発表し、2017年6月にロット2.3以外の区間の近代化・拡幅工事が完了した。
2019年に、ロット2.3(ミラノ・ギソルファ料金所からミラノ-チェルトーザ出入口まで）の作業が開始され、2022年に完成した。

#### ミラノ-ブレシア

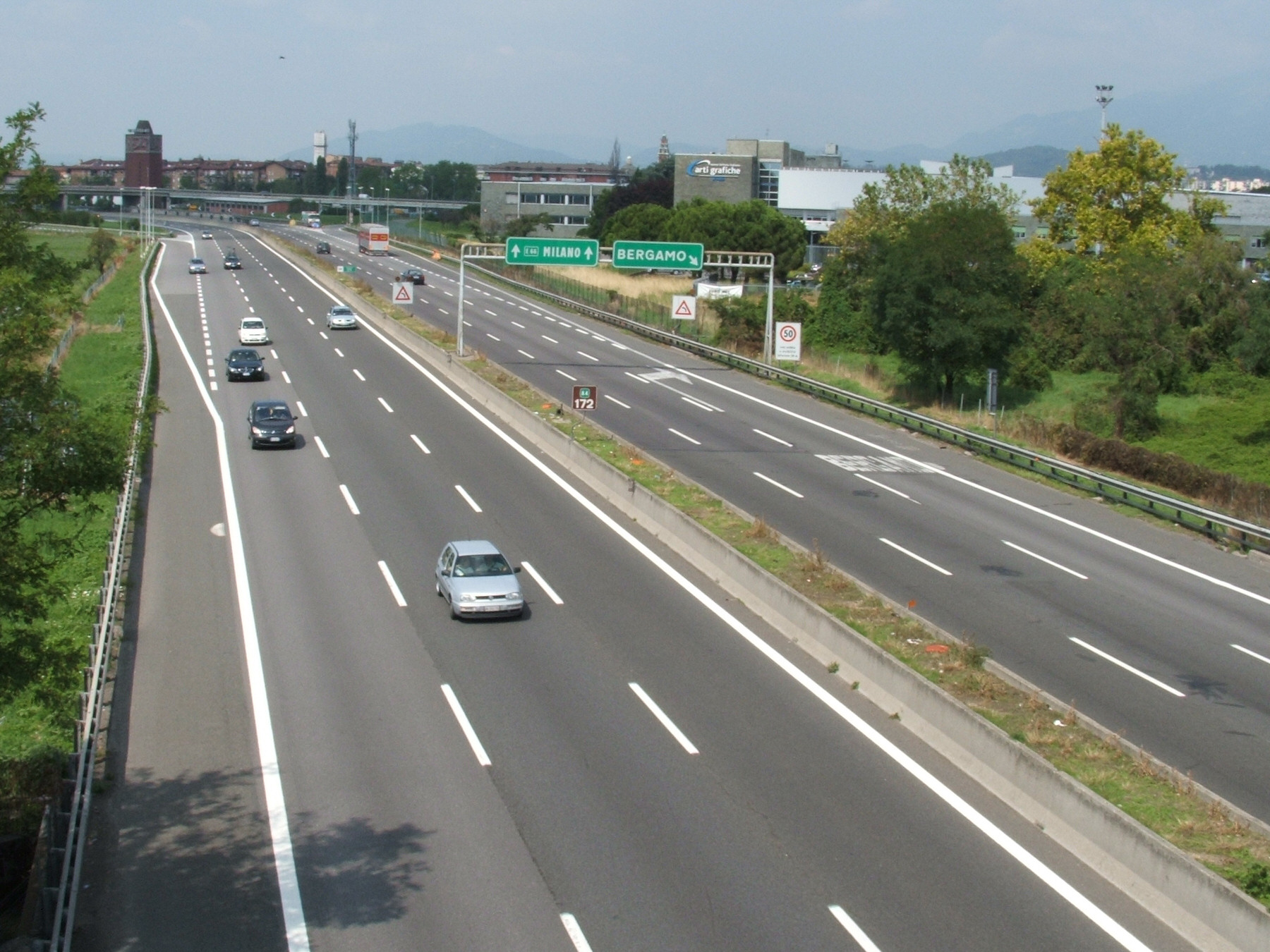
A4ベルガモ出口

イタリア高速道路会社が管理する区間は、アウトストラーダA8とのジャンクション部から始まる。ブレシアに向かって進むとA4はコルマーノ、チニゼッロ・バルサモ、セスト・サン・ジョバンニ、ブルゲリオの市街地を通る。ミラノ東料金所のあるモンツァの近くで、ミラノ北部環状線に接続する。アグラーテ出口の手前で、A4はミラノの東部環状線に接続し、そのすぐ後で、このアグラーテを起点とするミラノ東部外環状線に接続する。イタリア高速道路会社の管理区間は、ブレシア西出口とブレシア中央出口の間で終了する。(ただし、ブレシア中央出口はA21のブレシア-ピアチェンツァ区間の管理会社であるAutovie Padane S.p.Aの管理下にある。)
ミラノ・ギソルファ料金所とミラノ東(モンツァ)料金所を含む区間は”A4都市区間”と呼ばれ、この区間の出入り口は無料であり、料金所は無い。
距離約90kmのミラノ-プレシア区間は、ほぼ平坦であり、かつ、ベルガモの出入口部分を除き直線である。その形はベルガモ料金所の部分を頂点とした三角形をしている。
ベルガモ-ミラノ区間は4車線および緊急車線に拡幅されている。これは、ブレシア方面は2007年7月22日、ミラノ方面は同年9月23日に完成した。この拡張工事にあわせて、トレッツォ・スッラッダ料金所はミラノ方面に約2km移設され拡張された。
ベルガモ-ブレシア区間は3車線および緊急車線の構成である。
ミラノ-ブレシア区間上には、Tutorシステムという平均車速計測システムが稼働している。
2014年7月に、ブレシア-ミラノ区間のA4の南側に、ベルガモを通過しないアウトストラーダA35 BreBeMiができた。
2017年11月に、ブレシア西出入口の数km西にあるカステニャート料金所でこの2つのアウトストラーダは直接接続している。

#### ブレシア-ヴェローナ-ヴィチェンツァ-パドヴァ区間およびパドヴァ-ヴェネツィア区間

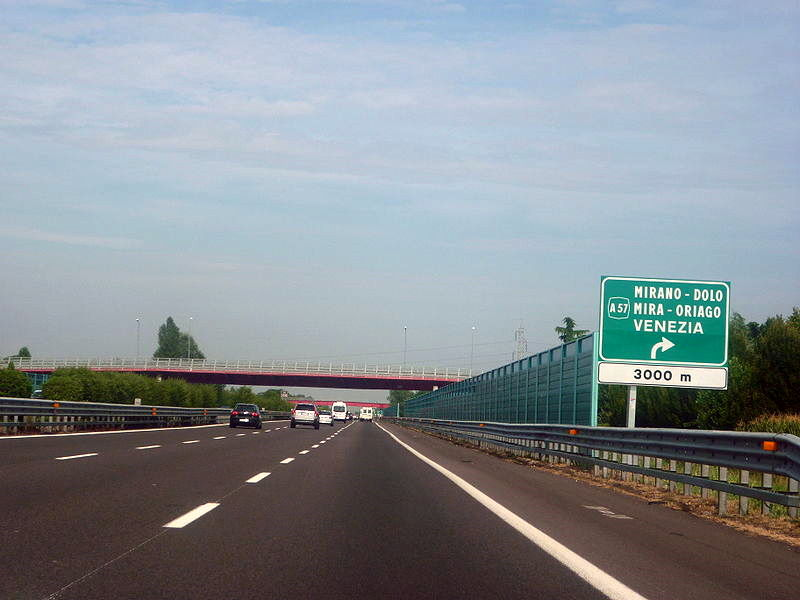
A4ブレシア-ヴェネツィア区間のヴェネツィア方面A57メストレ環状線分岐まで3kmのところ

A35に接続するカステニャート出入口、それに続くブレシア西出入口を過ぎて、トリノ始点から217.6kmの場所(ブレシア西とブレシア中央の間)で、このアウトストラーダの管理会社が、イタリア高速道路会社からヴェローナを拠点とするブレシア-ヴェローナ-ヴィチェンツァ-パドヴァ高速道路会社に代わる。
ブレシア中央ジャンクションで、同様にトリノを起点とするがA4より南側の都市アスティ、アレッサンドリア、ヴォゲーラ、ピアチェンツァ、クレモナを通るアウトストラーダ A21に接続する。この区間の管理会社による最初の出入口はブレシア東である。
約170kmのこの区間は、ロンバルディア州を少し、多くはヴェネト州を通る。最初のブレシア東出入口とソンマカンパーニャの間で、ガルーダ湖のアンフィテアトロ・モレニコを通過する部分で上下の起伏がある。
ヴェローナの近くで、アウトストラーダ A22(ブレンネロ-モデナを接続)と交差し、その後、ヴィチェンツァでは、ヴィチェンツァ西と東の間のコッリ・ベリーチに、この区間中で唯一のトンネル(2カ所)がある。
それらのトンネルの少し手前、モンテッキオ・マッジョーレとヴィチェンツァ西の間は、2012年から2017年の間、工事が保留されており、緊急車線を確保するために車線幅員が狭くなっていた。
また、ヴィチェンツァの近くには、ピオヴェーネ・ロシェッテとロヴィンゴへのA31へのジャンクションがある。
パドヴァにはパドヴァとボローニャを結ぶアウトストラーダ A13との接続があり、363.724km地点で管理会社がヴェネチア高速道路公社に変わる。

#### メストレバイパス

メストレバイパス(青)とヴェネツィアおよびメストレの高速道路網

いわゆるメストレバイパスは、旧A4の都心通過部分(現在のA57メストレ環状線)を回避するように建設された32.3kmの区間である。
2009年2月8日に開通し、ヴェネチア高速道路公社により管理されている。
この区間には、プレガンツィオール出入口(2009年2月18日開通)、スピエーナ出入口(2009年7月15日運用開始)、マルテッラーゴ-スコルツェ出入口(2015年4月10日開通)出入口がある。
また、A57メストレ環状線の両端とのジャンクションおよびアウトストラーダ A27とのジャンクション(2009年5月24日開通)がある。
このバイパスの開通にあわせて、ヴェネツィア東料金所は約7km、クアルト・ダルティーノ出入口は2kmそれぞれ西(メストレ市街地側)の現A57上に移設され、また、A27のヴェネツィア北料金所も約2km南(メストレ市街地側)に移設された。これは、ミラノとトリエステの間、およびA4とA27の間の高速道路区間で、料金所のないシームレスな移動を可能にするためである。
このバイパスの開通とともに、これを補助する現在のA57メストレ環状線の混雑が緩和され交通事故も減少した。

#### ヴェネツィア-トリエステ

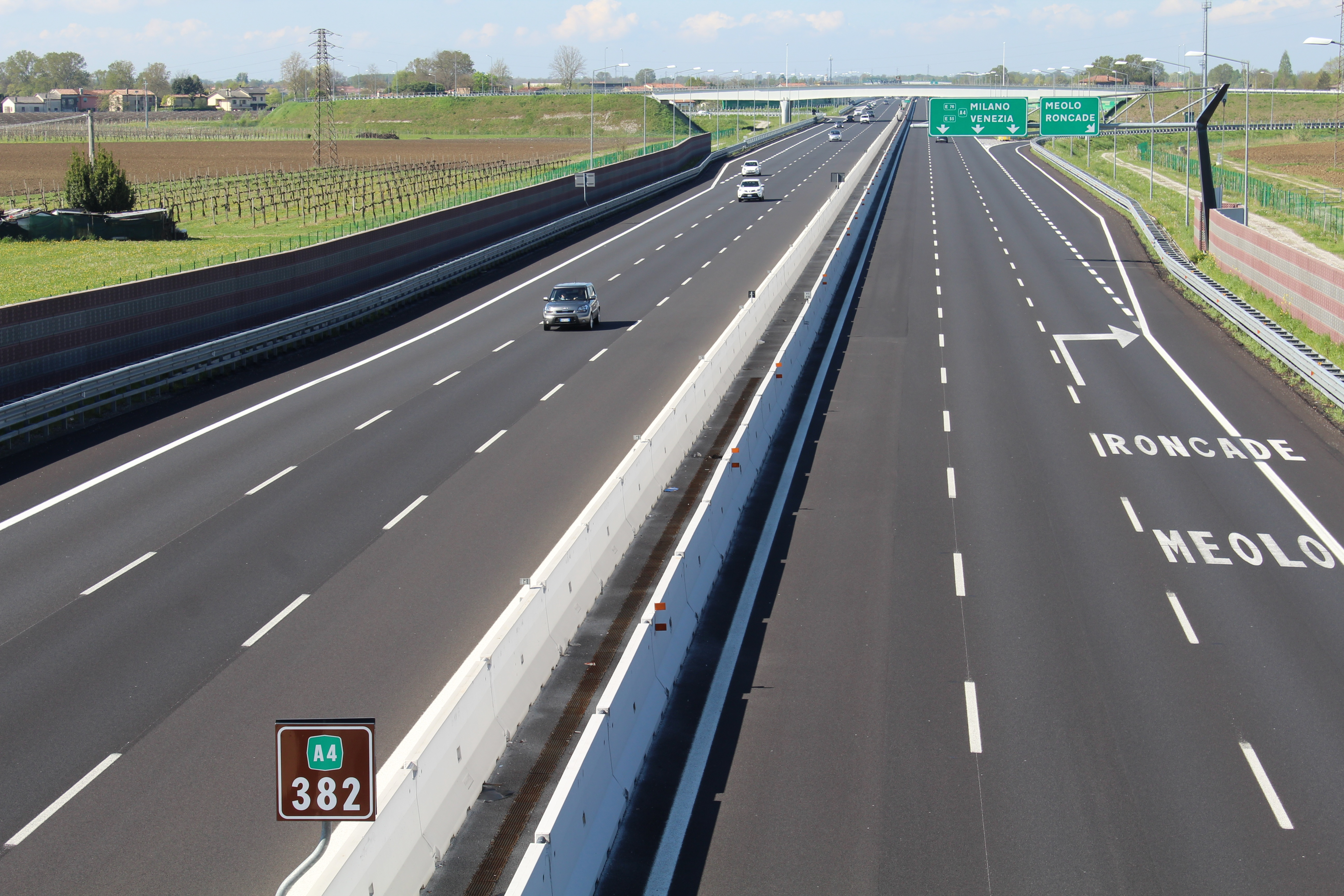
A4メーオロ出口

全体で延長120kmのこの区間は、アウトヴィエ・ヴェネテにより管理され、ほとんどの区間で2車線および緊急車線の構成である。この区間は、フリウリ＝ヴェネツィア・ジュリア州のウーディネに入るまでヴェネト州を60km走る。ヴェネト州の最後のポルトグルアーロ出口でアウトストラーダ A28の始点に接続する。
2000年代初頭からの東欧諸国の著しい経済の発展の結果、このアウトストラーダは他のイタリアの高速道路と比較して大型車の交通量のめざましい増加を記録した。これに加えて、スロベニアとクロアチアの海岸に向かう夏の交通量の増加があった。交通量の増加に対するアウトストラーダのキャパシティ不足は、多くの重大事故から明らかだった。2005年に、CIPEは　メストレバイパスからヴィッレッセのA34とのジャンクションまでの95km区間の3車線化拡幅計画を承認した。2008年9月5日に、フリウリ＝ヴェネツィア・ジュリア州の自治区大統領レンツォ・トンドが、A4緊急事態対策委員代表に任命され、その後、デボラ・セッラッキアーニが引き継いだ。2014年11月17日に、最初のロットであるクアルト・ダルティーノからサン・ドナ・ディ・ピアーヴェまでの18kmが完成した。現在、ポルトグルアーロとパルマノーヴァの間の拡幅工事が進行中で、2021年に完成する予定である。サン・ドナ・ディ・ピアーヴェとポルトグルアーロの間、及びパルマノーヴァとヴィッレッセの間の工事はまだ開始されていない。パルマノーヴァの近くで、A4はA23と分岐する。A23はウーディネを経由しタルヴィージオで国境を超えてオーストリアに向かう。
この最後の区間はヴィッレッセ出口(新しいA34を使いゴリツィアで国境を超えスロヴェニア方面に行きたい人の目的地)、ロンキ・デイ・レジョナーリ(トリエステ空港とレディプーリア軍事慰霊堂方面)及び、トリエステ-リゼルト終点料金所に接続する。ドゥイーノとシスティアナの出口ではどちらもSR14に接続する(ドゥイーノではヴェネツィア方面のみしか行けない)。そして、A4はそのままラッコルド・アウトストラダーレ13(RA13)に名を変え、トリエステを通りスロヴェニアにつながる。
ヴェネツィア東からレディプーリアを含む区間で、平均車速を制御するための"safety tutor"と呼ばれるシステムが数カ所設置されている。交通警察で使われているこのシステムは、2011年2月3日に運用開始され、数時間で百件にのぼる制限速度違反を検出した。数日間のうちに、同システムで制御される他の区間の平均まで違反の顕著な減少をみた。

### 欧州自動車道路
A4は、いくつかの区間が欧州自動車道路の一部となっている。
- トリノ-ブレシア区間はE64である。
- ブレシア-トリエステ区間は、スペインのラ・コルーニャとトルコのトラブゾンを結ぶE70の一部である。
- A57メストレ環状線との東側のジャンクション(ヴェネツィア東)からパルマノーヴァ南西のA23とのジャンクションまでの区間は、スウェーデンのヘルシンボリとギリシャのカラマタを結ぶE55の一部である。

## 行程
| TORINO - TRIESTE Serenissima | |       |       |                |
| 種別                         | 方面                                                                                                   | km    | 県    | 欧州自動車道路 |
|                              | Torino corso Giulio Cesare                                                                             | 0     | TO    |                |
|                              | tangenziale di Torino Torino Abbadia di Stura Torino-Caselle Torino - Aosta - Traforo del Monte Bianco | 1.8   | TO    |                |
|                              | セッティモ・トリネーゼ サービスエリア 閉鎖                                                             | 2.6   | TO    |                |
|                              | Settimo Torinese ovest                                                                                 | 2.9   | TO    |                |
|                              | セッティモ・トリネーゼ南 サービスエリア                                                                | 3.6   | TO    |                |
|                              | Settimo Torinese                                                                                       | 4.7   | TO    |                |
|                              | セッティモ・トリネーゼ北 サービスエリア 閉鎖中                                                         |       | TO    |                |
|                              | Volpiano sud - Brandizzo ovest                                                                         | 9.6   | TO    |                |
|                              | Brandizzo est                                                                                          | 11.7  | TO    |                |
|                              | Chivasso ovest                                                                                         | 13.5  | TO    |                |
|                              | Chivasso centro                                                                                        | 17.2  | TO    |                |
|                              | Chivasso est Raccordo Chivasso est                                                                     | 20.6  | TO    |                |
|                              | Rondissone                                                                                             | 24.0  | TO    |                |
|                              | トリノ ロンディッソーネ 料金所                                                                         | 24.3  | TO    |                |
|                              | サン・ロッコ サービスエリア                                                                            | 24.4  | TO    |                |
|                              | チグリアーノ サービスエリア                                                                            | 31.9  | VC    |                |
|                              | Borgo d'Ale                                                                                            | 36.8  | VC    |                |
|                              | Diramazione Ivrea - Santhià Diramazione Stroppiana - Santhià                                           | 43.8  | VC    |                |
|                              | Santhià Biella                                                                                         | 45.2  | VC    |                |
|                              | Carisio Biella                                                                                         | 54.4  | VC    |                |
|                              | Balocco                                                                                                | 60.0  | VC    |                |
|                              | ヴィッラルボイト サービスエリア                                                                        | 64.2  | VC    |                |
|                              | Greggio                                                                                                | 67.5  | VC    |                |
|                              | Genova - Gravellona Toce                                                                               | 72.4  | NO    |                |
|                              | Biandrate - Vicolungo                                                                                  | 73.6  | NO    |                |
|                              | Novara ovest                                                                                           | 82.9  | NO    |                |
|                              | ノヴァーラ サービスエリア(上下一体型)                                                                  | 88.7  | NO    |                |
|                              | Novara est                                                                                             | 90.5  | NO    |                |
|                              | Marcallo - Mesero Superstrada Malpensa 2000 Milano-Malpensa                                            | 105.4 | MI    |                |
|                              | Arluno                                                                                                 | 110.5 | MI    |                |
|                              | Rho | 118.4 | MI    |                |
|                              | ロー サービスエリア                                                                                    | 119.0 | MI    |                |
|                              | ミラノ ギソルファ 料金所                                                                               | 120.9 | MI    |                |
|                              | Tangenziale ovest di Milano                                                                            | 121.0 | MI    |                |
|                              | ペーロ サービスエリア                                                                                  | 122,7 | MI    |                |
|                              | Pero Fiera di Milano - Rho Fieramilano Tangenziale nord di Milano                                      | 123.0 | MI    |                |
|                              | Milano - Varese Milano viale Certosa Fieramilanocity                                                   | 125.5 | MI    |                |
|                              | ノヴァーテ サービスエリア                                                                              | 126.5 | MI    |                |
|                              | Cormano Superstrada Milano-Meda-Cermenate                                                              | 129.5 | MI    |                |
|                              | ランブロ サービスエリア                                                                                | 133.5 | MI    |                |
|                              | Cinisello Balsamo-Sesto San Giovanni Superstrada Milano-Lecco-Morbegno Milano viale Zara               | 136.5 | MI    |                |
|                              | Barriera Milano est                                                                                    | 138.0 | MB    |                |
|                              | Tangenziale nord di Milano Monza                                                                       | 138.1 | MB    |                |
|                              | Tangenziale est di Milano Milano-Linate                                                                | 144.5 | MB    |                |
|                              | Agrate                                                                                                 | 145.5 | MB    |                |
|                              | Tangenziale est esterna di Milano Milano-Linate                                                        | 146.3 | MB    |                |
|                              | ブリアンツァ サービスエリア                                                                            | 146.4 | MB    |                |
|                              | Cavenago - Cambiago                                                                                    | 149.7 | MB    |                |
|                              | Trezzo sull'Adda                                                                                       | 156.8 | MI    |                |
|                              | Capriate                                                                                               | 160.3 | BG    |                |
|                              | ブレンボ サービスエリア(上下一体型)                                                                    | 165.7 | BG    |                |
|                              | Dalmine                                                                                                | 167.4 | BG    |                |
|                              | Bergamo Bergamo-Orio al Serio                                                                          | 172.1 | BG    |                |
|                              | Seriate                                                                                                | 178.7 | BG    |                |
|                              | Grumello - Telgate                                                                                     | 187.3 | BG    |                |
|                              | Ponte Oglio                                                                                            | 190.6 | BG    |                |
|                              | Palazzolo                                                                                              | 192.8 | BS    |                |
|                              | セビーノ サービスエリア(上下一体型)                                                                    | 197.5 | BS    |                |
|                              | Rovato                                                                                                 | 201.0 | BS    |                |
|                              | Ospitaletto                                                                                            | 206.0 | BS    |                |
|                              | BreBeMi Milano-Linate                                                                                  | 210.0 | BS    |                |
|                              | ヴァル・トロンピア サービスエリア                                                                      | 213.7 | BS    |                |
|                              | Brescia ovest                                                                                          | 214.9 | BS    |                |
|                              | Brescia centro Torino - Piacenza - Brescia Brescia sud                                                 | 222.3 | BS    |                |
|                              | サン・ジャコモ サービスエリア                                                                          | 226.5 | BS    |                |
|                              | Brescia est Raccordo Ospitaletto-Montichiari Brescia-Montichiari                                       | 227.8 | BS    |                |
|                              | カンパニョーラ パーキングエリア                                                                        | 232.2 | BS    |                |
|                              | Desenzano                                                                                              | 243.9 | BS    |                |
|                              | モンテ・アルト サービスエリア                                                                          | 244.6 | BS    |                |
|                              | Sirmione                                                                                               | 251.3 | BS    |                |
|                              | フラッシーノ パーキングエリア                                                                          | 256.4 | VR    |                |
|                              | Peschiera                                                                                              | 258.8 | VR    |                |
|                              | ヴァル・ディ・ソーナ パーキングエリア                                                                  | 268.6 | VR    |                |
|                              | Sommacampagna Verona-Villafranca                                                                       | 270.4 | VR    |                |
|                              | モンテ・バルド サービスエリア                                                                          | 271.7 | VR    |                |
|                              | Modena - Brennero Verona nord Verona-Villafranca                                                       | 275.3 | VR    |                |
|                              | Verona sud                                                                                             | 279.8 | VR    |                |
|                              | Verona est Transpolesana: Legnago - Rovigo                                                             | 289.8 | VR    |                |
|                              | Area di servizio bidirezionale "Scaligera"                                                             | 300.7 | VR    |                |
|                              | Soave - San Bonifacio                                                                                  | 302.4 | VR    |                |
|                              | サン・ロレンツォ パーキングエリア                                                                      | 303.9 | VR    |                |
|                              | Montebello                                                                                             | 311.4 | VI    |                |
|                              | Pedemontana Veneta 工事中                                                                              |       | VI    |                |
|                              | Montecchio                                                                                             | 320.6 | VI    |                |
|                              | ヴィッラ・モロジーニ サービスエリア                                                                    | 324.8 | VI    |                |
|                              | Vicenza ovest                                                                                          | 326.6 | VI    |                |
|                              | Vicenza est                                                                                            | 334.2 | VI    |                |
|                              | Rovigo - Piovene Rocchette Vicenza nord                                                                | 335.6 | VI    |                |
|                              | テジーナ サービスエリア                                                                                | 336.0 | VI    |                |
|                              | Grisignano                                                                                             | 343.3 | VI    |                |
|                              | リメネッラ サービスエリア(上下一体型)                                                                  | 355,5 | PD    |                |
|                              | Padova ovest                                                                                           | 356.2 | PD    |                |
|                              | Padova est                                                                                             | 363.3 | PD    |                |
|                              | Bologna - Padova Padova zona industriale                                                               | 363.2 | PD    |                |
|                              | アリーノ サービスエリア                                                                                | 372,5 | VE    |                |
|                              | Venezia ovest tangenziale di Mestre Venezia-Tessera                                                    | 374.6 | VE    |                |
|                              | Spinea                                                                                                 | 380.9 | VE    |                |
|                              | Martellago - Scorzè                                                                                    | 389.4 | VE    |                |
|                              | Preganziol                                                                                             | 400.0 | TV    |                |
|                              | Venezia - Belluno Venezia-Tessera                                                                      | 402.0 | TV    |                |
|                              | Venezia est tangenziale di Mestre Venezia-Tessera                                                      | 407.0 | VE    |                |
|                              | ロンカーデ パーキングエリア                                                                            | 413.6 | TV    |                |
|                              | Meolo - Roncade                                                                                        | 416.0 | VE/TV |                |
|                              | San Donà - Noventa                                                                                     | 424.0 | VE    |                |
|                              | カルストールタ サービスエリア                                                                          | 431.0 | TV    |                |
|                              | Cessalto                                                                                               | 432.0 | TV    |                |
|                              | San Stino di Livenza                                                                                   | 439.0 | VE    |                |
|                              | Portogruaro - Pordenone - Conegliano Portogruaro                                                       | 452.0 | VE    |                |
|                              | フラッタ サービスエリア                                                                                | 456.0 | VE    |                |
|                              | Latisana                                                                                               | 467.0 | UD    |                |
|                              | San Giorgio di Nogaro - Porpetto                                                                       | 483.0 | UD    |                |
|                              | Area di servizio "Gonars"                                                                              | 487.0 | UD    |                |
|                              | Udine - Tarvisio                                                                                       | 490.0 | UD    |                |
|                              | Palmanova                                                                                              | 491.0 | UD    |                |
|                              | Villesse - Gorizia Villesse                                                                            | 501.0 | GO    |                |
|                              | Redipuglia - Monfalcone ovest di Ronchi dei Legionari Trieste-Ronchi dei Legionari                     | 506.0 | GO    |                |
|                              | トリエステ-リゼール 料金所                                                                             | 515.0 | GO    |                |
|                              | Monfalcone est                                                                                         | 515.0 | GO    |                |
|                              | ドゥイーノ サービスエリア                                                                              | 519.0 | TS    |                |
|                              | Duino                                                                                                  | 520.0 | TS    |                |
|                              | Sistiana Trieste                                                                                       | 523.0 | TS    |                |
|                              | Sistiana - Cattinara 国境 - Slovenia Lubiana                                                           | 523.1 | TS    |                |

## 工事と計画
- A4の市街地部分であるセスト・サン・ジョヴァンニ出入口とミラノ・ヴィアーレ・チェルトーザ出入口の間では動的4車線化を導入する工事が進行中である。(動的3車線としては、A14のボローニャ・ボルゴ・パニゴーレとボローニャ・サン・ラッザロの区間、A22のトレント南とロヴェレート北の区間、メストレ環状線のヴェネツィア西本線料金所とA27とのジャンクションの区間、で既に運用中である。)工事は2021年に完了の予定である[15]。その工事は、同区間を管理しているアウトストラーデ・イタリアが調整している[16]。
- ヴェネツィアとトリエステの間の区間は片側2車線および緊急車線の構成である。A4のヴェネツィア東とヴィッレッセの間の3車線拡幅は、いわゆる"汎ヨーロッパ回廊V"の一部として検討されており、西はメストレバイパスから、ヴィッレッセまで約94.5kmを拡幅する計画である。アウトヴィ・ヴェネテ高速道路会社は、1998年に3車線化の提案を公表した。2002年9月に、2001年の客観法に基づき国とフリウリ＝ヴェネツィア・ジュリア州との間で協定が締結された。暫定計画は、決議n.13/2005に基づき資金調達と共にCIPE(経済計画と持続可能な開発のための省庁間委員会)により承認された。CIPEの決議は、3車線化工事を高速鉄道網と調和させることを規定している。ANASは2007年4月13日に確定した計画を承認した。予想される総費用は23億ユーロと当初の予想よりかなり高額になった。これは、材料費価格の変動、新しい耐震規制と油圧工事の新しい規制への対応、地域から指示された新たな補助工事(例:オーバーパス、自転車道路)への対応、将来の4車線化を見越した設計、という種々の理由があったためである。3車線化は2021年までに統合契約方式で建設される予定。工事の契約を締結する会社は、作業の実行計画立案も担当する。工事区間は全部で4区間にわかれている[17]。さらに、ふたつの出入口の新設、メーオロ-ロンカーデとアルヴィゾーポリ、も含んでいる。2009年6月に新ラティザーナ出入口が完成し運用を開始した。新出入口は、以前の場所から東に1.5km移動しており、リニャーノ・サッビアドーロ、ビビオーネの海岸への行楽客の移動が便利になった[18]。ロット1の工事は、2011年10月25日に着工し、18.55kmの区間に4.48億ユーロの費用をかけ、2014年に完了した。ロット1に含まれるメーオロ-ロンカーデ出入口は2014年10月15日に開通した。これは出口用9、入口用4、予備2の計15ゲートをそなえており、幅員100mである。

| 区間名  | 区間起点                             | 区間終点                             | 状況                 |
| ------- | ------------------------------------ | ------------------------------------ | -------------------- |
| ロット1 | ヴェネツィア東                       | サン・ドナ・ディ・ピアーヴェ         | 2014年完了           |
| ロット2 | サン・ドナ・ディ・ピアーヴェ         | アルヴィゾーポリ出入口(新設)         | 工事中               |
| ロット3 | アルヴィゾーポリ出入口               | サン・ジョルジョ・ディ・ノガーロの東 | 2020年9月10日完了    |
| ロット4 | サン・ジョルジョ・ディ・ノガーロの東 | ヴィッレッセ                         | 工事中もしくは着手前 |

- トリエステ・リゼルト料金所を拡張する検討が進められている。東欧と往来する大型車の交通量は2005年から2008年で40%増加しており、この交通量増加に対応するためである。現在トリエステ・リゼルト料金所には、入口が4ゲート、出口が7ゲートある。
- ブレシアとパドヴァの区間を4車線化する計画がある。この区間はヴェネト州の2020年-2030年地域交通計画[20]で述べられているように現在重要な区間となっている。特に連結式ローリーの交通量が多く、ヴェローナの近くはA22とともに欧州で最も重要な交通の要衝となっている[21]。その建設は、現在ブレシア・ヴェローナ・ヴィチェンツァ・パドヴァ高速道路会社が管理する予定だが、その費用の支払いは、ヴェローナジャンクションからブレンネロ峠への交通の迂回路としても役立つことになるA31のヴァルダスティコ・ノルド計画(A31をトレントまで延伸する計画)から提供される必要がある[22]。

## キヴァッソ東接続路
1990年代の初期に、トリノ-ミラノ間の高速道路の再開発の一部として、管理会社のSATAPが、関係工事の中でキヴァッソの東に並ぶ街々とA4を接続する交通を受け持つ旧SP91を再構築する契約を受けた。キバッソ東出口の延長とみなし、高速道路網に組み込まれた。
この接続路は延長5kmであり、中間にひとつ出口を持ち、オーバーパス特定標識にはA4と示されている。
| RACCORDO EST DI CHIVASSO |                                   |      |      |      |
| 種別                     | 方面                              | ↓km↓ | ↑km↑ | 地域 |
|                          | Chivasso                          |      |      | TO   |
|                          | Torino - Milano Chivasso Est      | 0.0  | 5.0  | TO   |
|                          | Rondissone Ovest Padana Superiore | 1.6  | 3,4  | TO   |
|                          | Verolengo del Monferrato          | 5.0  | 0.0  | TO   |

## ラティザーナ接続路
2010年に新しいラティザーナ出入口が開通した時に、この出入口とSS14を接続する短い接続路が開通した。全長2.6kmであるが、起点から1.5kmまでの区間がアウトストラーダと分類されている。1.6km地点の出口でSP75に接続する。
| BRETELLA DI LATISANA |                |      |      |      |
| 種別                 | 方面           | ↓km↓ | ↑km↑ | 地域 |
|                      | Latisana出入口 | 0.0  | 2.6  | UD   |
|                      | Rotonda SP75   | 1.6  | 1.0  | UD   |
|                      |                | 2.6  | 0.0  | UD   |

## 主な事故
多くの大事故は、パダーナ平原で頻繁に発生する濃霧による視界不良によりひきおこされている。
1987年12月23日、ベルガモとブレシア間の区間で6人の命を失う事故が発生した。
1989年1月25日、グルメッロ・デル・モンテ出口近くで濃霧による大事故が発生し、8人が死亡した。
1993年2月9日、サンティアとカリージオの間で霧により発生した大追突事故では200台以上の車両が巻き込まれ、死者9人、重傷者97人を出した。
1996年2月12日、視界20mという濃霧による視界不良により、モンテベッロ・ヴィチェンティーノとソアーヴェの間の上下両車線でほぼ同時に3件の事故が発生し300台の車両が巻き込まれた。死者12人、負傷者100人以上を出し、ヴィチェンツァとヴェローナの間が終日通行止めになった。
2003年3月13日、A4のチェッサルトとノヴェンタ・ディ・ピアーヴェの区間でイタリアの道路交通史上最大の追突事故があり、13人が死亡、98人が負傷した。原因は霧による視界不良であり、それが数台の車両の横転と車両火災をひきおこした。火災は消防ヘリによりすぐに鎮火した。
2008年8月8日、チェッサルトで大事故が発生した。ヴェネツィアからきた1台のトラックが突然ガードレールをつきやぶり、反対車線に進入した。乗用車3台とトラック1台に衝突し、燃料タンクの爆発をひきおこし、大火災が発生した。死者7人、負傷者数人を出した。トラックのスリップの公式の原因は、運転手の体調不良と分類されているが、事故前にトラック内で何が起こったのかは明らかではない。この事故の訴訟は2013年に却下されている。